# Каммингс, Гомер Стилль
Гомер Стилль Каммингс (англ. Homer Stille Cummings; 30 апреля 1870, Чикаго, США — 10 сентября 1956, Стамфорд, Коннектикут, США) — американский государственный деятель.

## Биография
Каммингс родился 30 апреля 1870 года и окончил школу Хиткот в Буффало. Он получил степень доктора философии. 
Занимал пост Генерального прокурора США при президенте Франклине Рузвельте.
Образование получил в Йельском университете.
Рузвельт планировал назначить Каммингса на должность генерал-губернатора Филиппин. Однако в связи с внезапной смертью Томаса Джеймса Уолша, которого предполагалось назначить на должность Генерального прокурора США, на эту должность был назначен Каммингс.